# Michail Anatoljewitsch Lifschitz
Michail Anatoljewitsch Lifschitz (russisch Михаил Анатольевич Лифшиц; englische Transkription Mikhail A. Lifshits; * 21. Juli 1956 in Moskau) ist ein russischer Mathematiker und Hochschullehrer.

## Ausbildung
Lifschitz studierte von 1973 bis 1978 Mathematik an der Staatlichen Universität Sankt Petersburg. Er beendete sein Studium mit dem Master. Seine Masterarbeit hatte den Titel Local times for functions and random processes. 1981 promovierte er dort mit einer Arbeit zum Thema Some problems of theory of random processes related to application of measures bei Youri Davydov. 1993 habilitierte er sich ebenfalls an der Universität Sankt Petersburg mit einer Arbeit zum Thema Investigation of the distributions of stochastic functionals.

## Beruf
Von 1978 bis 1986 arbeitete Lifschitz als Ingenieur, Forscher und ab 1986 als Direktor in der Firma Lenelectronmash im damaligen Leningrad, heute Sankt Petersburg. Von 1986 bis 1994 war er Associate Professor am Institut für Finanzen und Wirtschaft in Sankt Petersburg. Von 1994 bis 1998 leitete er die Forschung am Mancomtech Center, St.-Petersburg und war gleichzeitig Teilzeit-Professor an den Universitäten Straßburg, Lille I und Sankt Petersburg. Seine Tätigkeit als Teilzeit-Professor an der Universität Lille I setzte er bis 2004 fort. An der Universität Sankt Petersburg war er bis 1999 Associate Professor und ab 2000 ordentlicher Professor. Von 2011 bis 2017 war er außerdem Gastprofessor an der Universität Linköping.

## Forschungsinteressen
Lifschitz forscht auf dem Gebiet der Wahrscheinlichkeitstheorie. Er untersucht Stochastische Prozesse, insbesondere Gauß-Prozesse, kleine und große Abweichungen, Beispielpfadeigenschaften, Verteilungen stochastischer Funktionale, fast sichere Grenzwertsätze und das Funktionsgesetz des iterierten Logarithmus.
Er war beteiligt am 2013 bis 2014 von der Deutschen Forschungsgemeinschaft geförderten Projekt Asymptotik zufälliger Strukturen und Kooperationspartner beim Projekt Aktuelle Probleme in Wahrscheinlichkeitstheorie und Statistik: Gauß-Approximationen und Kleine Abweichungen für Stochastische Prozesse, 2017–2022.
Lifschitz hat mehr als 200 Publikationen verfasst, darunter 5 Bücher. Sein h-Index liegt bei 26.

## Lehrtätigkeit
Lifschitz hält Vorlesungen zu den Themen Stochastik, Gaußsche Zufallsfunktionen, Theorie großer Abweichungen, Wahrscheinlichkeitstheorie, Mathematische Statistik, Prozesse mit unabhängigen Schritten, Moderne Grenzwertsätze, Fallstudien in Wahrscheinlichkeit und Statistik, Operations Research, Datenbanken und Datenmanagementsysteme.

## Gastaufenthalte
Lifschitz wurde oft als Gastdozent, Gastprofessor und Gastforscher eingeladen, darunter
- an die Universität Straßburg (2005, 2007)
- an die Universität Paul Sabatier (2007, 2008)
- an das Georgia Institute of Technology (2008)
- an die Universität Paris XII (2006, 2007, 2010)
- an die Friedrich-Schiller-Universität Jena (1994–2012)
- an das Hausdorff Center for Mathematics (2011)
- an die Universität Paris IV (2016)
- an die Westfälische Wilhelms-Universität Münster (2015, 2017)
- an die Technische Universität Darmstadt (2005, 2017)
- an die Universität Linköping (2011–2017)[1]

## Mitgliedschaften, Ämter, Engagement
Lifschitz ist seit 1985 Mitglied der Sankt Petersburger Mathematischen Gesellschaft, seit 2001 sitzt er in ihrer Leitung. Seit 1996 ist er Mitglied der American Mathematical Society. Von 2011 bis 2015 war er Mitglied des Rates der Bernoulli Society for Mathematical Statistics and Probability.
Lifschitz ist an der Herausgabe verschiedener mathematischer Zeitschriften beteiligt, darunter das Journal of Theoretical Probability, Probability and Mathematical Statistics, Theory of Probability and its Applications, Theory of Stochastic Processes und Zapiski Nauchnykh Seminarov POMI.
Lifschitz schrieb für zahlreiche wissenschaftliche Zeitschriften Rezensionen, war Mitorganisator vieler wissenschaftlicher Konferenzen und hielt als eingeladener Sprecher auf zahlreichen Tagungen Vorträge.

## Preise, Auszeichnungen
1981 erhielt Lifschitz den Preis der Sankt Petersburger Mathematischen Gesellschaft und 2008 den Preis der Universität Sankt Petersburg. Außerdem gewann er für seine Forschungen zahlreiche Stipendien und Fördermittel.

## Familie
Lifschitz ist verheiratet und hat einen Sohn und zwei Töchter.

## Schriften
Bücher
- Random Processes by Example, World Scientific Publishing Company, 2014, ISBN 978-981-4522-28-1
- Lectures on Gaussian Processes, Springer, 2012, ISBN 978-3-642-24938-9
- Gaussian Random Functions, Springer, 2010, ISBN 978-9048145287
- Mit Werner Linde: Approximation and entropy numbers of Volterra operators with application to Brownian motion, 2002, Memoirs of the American Mathematical Society 745, ISBN 978-0821827918
- Mit Iu. A. Davydov, N. V. Smorodina: Local Properties of Distributions of Stochastic Functionals, American Mathematical Society, 1998, ISBN 978-0821805848

Artikel
- Mit Anatolya Siuniaev: Energy of taut strings accompanying random walk, 2021, Probab. Math. Stat, Band 41 online
- Mit Werner Linde: Fractional integration operators of variable order: continuity and compactness properties, 2012 bei arxiv, Mathematische Nachrichten, 2014, 287, S. 980–1000 online
- Asymptotic behavior of small ball probabilities, 1999, Probab. Theory and Math. Statist. Proc. VII International Vilnius Conference, online
- On the lower tail probabilities of some random series, 1997, The Annals of Probability, Band 25 online
- On the absolute continuity of distributions of functionals of random processes, 1983, Theory of Probability & Its Applications, Band 27